# Bayer 04 Leverkusen (vrouwenvoetbal)
Bayer 04 Leverkusen is een Duitse vrouwenvoetbalclub uit Leverkusen, Noordrijn-Westfalen. Het is de vrouwenafdeling van de Duitse club Bayer 04 Leverkusen en komt uit in de Bundesliga.

## Selectie
Bijgewerkt tot 25 oktober 2024
| Nr.           | Nat.                | Naam                         | Vorige club              |
| ------------- | ------------------- | ---------------------------- | ------------------------ |
| Keepers       |                     |                              |                          |
| 1             | Vlag van Duitsland  | Charlotte Voll               | Altach/Vorderland        |
| 27            | Vlag van Duitsland  | Friederike Repohl            | VfL Wolfsburg            |
| 34            | Vlag van Duitsland  | Anne Moll                    | Jeugd                    |
| Verdedigers   |                     |                              |                          |
| 2             | Vlag van Duitsland  | Selina Ostermeier            | SG Essen-Schönebeck      |
| 3             | Vlag van Duitsland  | Melissa Friedrich            | 1. FFC Frankfurt         |
| 4             | Vlag van Noorwegen  | Emilie Bragstad              | FC Bayern München (huur) |
| 5             | Vlag van Nederland  | Janou Levels                 | PSV                      |
| 12            | Vlag van Duitsland  | Julia Mickenhagen            | Jeugd                    |
| 21            | Vlag van Duitsland  | Sofia Cava Marin             | Jeugd                    |
| 24            | Vlag van Hongarije  | Lilla Turányi                | MTK Hungaria             |
| Middenvelders |                     |                              |                          |
| 8             | Vlag van Duitsland  | Katharina Piljic             | SG Essen-Schönebeck      |
| 8             | Vlag van Duitsland  | Paulina Bartz                | Jeugd                    |
| 10            | Vlag van Noorwegen  | Synne Skinnes Hansen         | Rosenborg BK             |
| 16            | Vlag van Duitsland  | Sofie Zdebel                 | Jeugd                    |
| 19            | Vlag van Duitsland  | Loreen Bender                | Eintracht Frankfurt      |
| 20            | Vlag van Duitsland  | Estrella Merino Gonzalez     | Jeugd                    |
| 28            | Vlag van China      | Menglu Shen                  | Celtic FC                |
| 30            | Vlag van Duitsland  | Ida Daedelow                 | Jeugd                    |
| Aanvallers    |                     |                              |                          |
| 7             | Vlag van Denemarken | Cornelia Kramer              | HB Køge                  |
| 9             | Vlag van Canada     | Caroline Kehrer              | SC Braga                 |
| 11            | Vlag van Duitsland  | Kristin Kögel                | FC Bayern München        |
| 13            | Vlag van Duitsland  | Vanessa Haim                 | 1. FC Nürnberge          |
| 17            | Vlag van Noorwegen  | Julie Jorde                  | FK Lyn                   |
| 18            | Vlag van IJsland    | Karólína Lea Vilhjálmsdóttir | FC Bayern München (huur) |
| 23            | Vlag van Duitsland  | Delice Bodoy                 | Jeugd                    |

SV Werder Bremen · 
MSV Duisburg · 
SG Essen-Schönebeck · 
Eintracht Frankfurt ·
SC Freiburg · 
TSG 1899 Hoffenheim · 
1. FC Köln · 
RB Leipzig ·
Bayer 04 Leverkusen · 
FC Bayern München · 
1. FC Nürnberg · 
VfL Wolfsburg